# Wolodymyr Antonowytsch

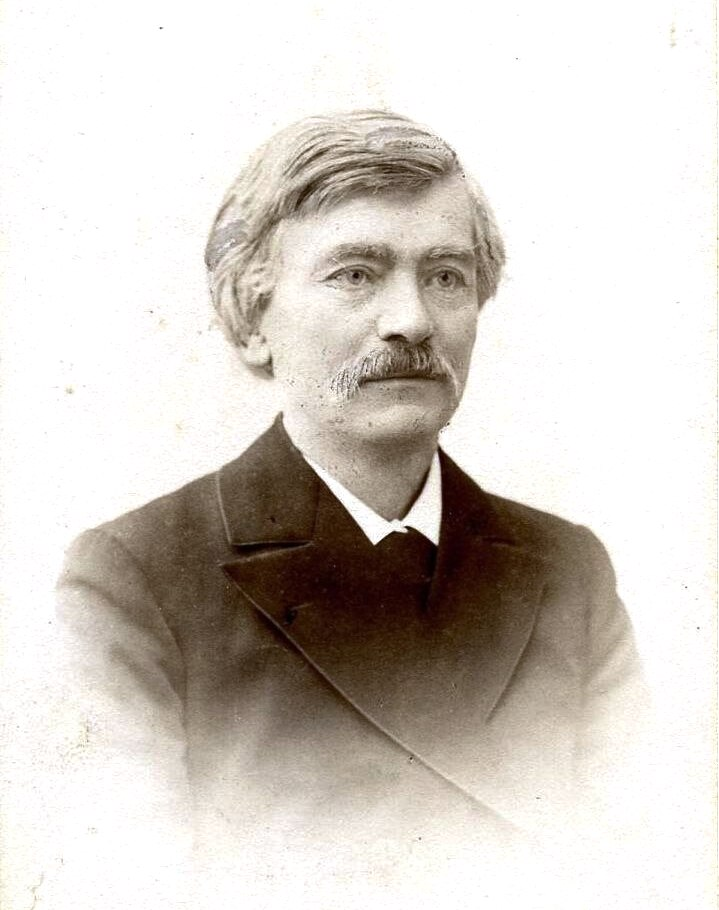
Wolodymyr Antonowytsch

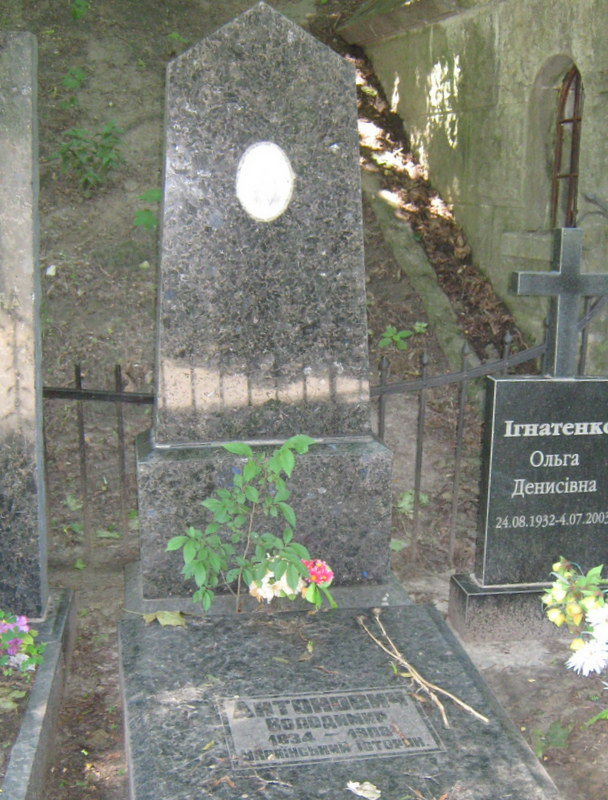
Antonowytschs Grab auf dem Baikowe-Friedhof in Kiew

Wolodymyr Bonifatijowytsch Antonowytsch (ukrainisch; * 6. Januarjul. / 18. Januar 1834greg. in Machniwka, Gouvernement Kiew, Russisches Kaiserreich; † 8. Märzjul. / 21. März 1908greg. in Kiew, Russisches Kaiserreich) war ein ukrainischer Historiker, Prähistoriker, Ethnograph, Professor für Geschichte an der Kiewer Wladimir-Universität sowie ein Führer der ukrainischen nationalen Befreiungsbewegung in der zweiten Hälfte des 19. Jahrhunderts.

## Leben
Wolodymyr Antonowytsch kam in Machniwka (Махнівка) im Norden der heutigen ukrainischen Oblast Winnyzja als Sohn einer verarmten polnischen Adelsfamilie zur Welt.
Von 1844 bis 1848 besuchte er das Richelieu-Lyceum und anschließend bis 1850 das 2. Gymnasium in Odessa, woraufhin er bis 1855 an der Medizinischen Fakultät der St. Wladimir-Universität studierte. Ein anschließendes Studium an der historisch-philologischen Fakultät an selbiger Universität schloss er 1860 als Kandidat der historischen Philologie ab.
Nachdem er 1870 einen Master-Abschluss in russischer Geschichte erhalten hatte, arbeitete er als Vollzeit-Assistenzprofessor am Institut für russische Geschichte der St.-Wladimir-Universität.
Vor dem Januaraufstand war er einer der Führer der polnischen Studentenbewegung an der St.-Wladimir-Universität, er sprach sich jedoch gegen eine Teilnahme an dem Aufstand aus und brach 1862 offiziell mit dem polnischen Adel und dem Polentum und wurde zum Vertreter der ukrainischen Nationalbewegung.
Antonowytsch war der Chefredakteur der Publikationen der Kiewer Archäographischen Kommission, Mäzen und ab 1881 Kopf der Historischen Gesellschaft der Nestor-Chronisten in Kiew sowie Veranstalter archäologischer Konferenzen in der Ukraine. Antonowytsch gilt als wichtiger Vertreter der populistischen Schule der ukrainischen Historiographie. Er gründete an der Kiewer Universität die so genannte Kiewer Schule von Historikern, der unter anderem die Studenten Dmytro Bahalij (Дмитро Іванович Багалій), Pjotr Golubowski (Пётр Васильевич Голубовский), Mychajlo Hruschewskyj, Mytrofan Downar-Sapolskyj (Митрофан Викторович Довнар-Запольский) und Iwan Lynnytschenko (Іван Андрійович Линниченко) angehörten und den Grundstein der modernen ukrainischen Geschichtsschreibung legten.
Antonowytsch war in zweiter Ehe verheiratet mit Kateryna Antonowytsch-Melnyk (Катерина Антонович-Мельник 1859–1942), die ebenfalls Historikerin und Archäologin war.
Sein Sohn Dmytro Antonowytsch (1877–1945) war ein ukrainischer Kunsthistoriker und Minister.
Antonowytsch starb in Kiew und wurde auf dem dortigen Baikowe-Friedhof bestattet.